# 贝加德瓦尔德特龙科
贝加德瓦尔德特龙科，是西班牙卡斯蒂利亚-莱昂巴利亚多利德省的一个市镇。总面积18平方公里，总人口173人（2001年），人口密度10人/平方公里。